# Tighten Up (singolo Archie Bell & the Drells)
Tighten Up è una canzone del gruppo vocale R&B texano Archie Bell & the Drells, pubblicata nel 1968 come singolo dall'album omonimo. Il brano, la prima hit funk della storia, venne collocato alla posizione numero 270 della lista delle 500 canzoni più belle della storia, stilata dalla rivista inglese Rolling Stone.

## Storia
Composto da Archie Bell e Billy Buttier, Tighten Up fu uno dei primi brani ad essere registrato dai Drells durante una sessione nell'ottobre del 1968 al Jones Town Studio a Houston, Texas, insieme a molti altri pezzi come She's My Woman. 
La base strumentale fu interamente sviluppata dai T.S.U. Toronadoes, che la suonavano spesso nei live come riscaldamento. Riconoscendo il potenziale ritmico e musicale, gli Archie Bell & the Drells decisero di volerla utilizzare a tutti i costi per la loro composizione e, grazie alla mediazione di un disc-jockey di Houston che lavorò molto con entrambi i gruppi, Skipper Lee Frazer, riuscirono a trovare un accordo con gli T.S.U. e finalmente poterono utilizzarla liberamente.

Poco dopo Bell venne costretto a servire il proprio Paese nella Guerra del Vietnam.

## Composizione
Il brano si distingue, oltre che per la pregevole base strumentale di cui sopra, per il suo testo, molto semplice e soprattutto ripetitivo, e per il modo in cui viene recitato, alternando il parlato e il cantato. All'inizio della composizione, Archie Bell si presenta dicendo Hi Everybody! I'm Archie Bell of the Drells (introducendo quindi anche la propria band), calcando poi sul fatto di provenire dal Texas (di fatto continua con from Houston, Texas). Questo, secondo il libro Billboard Book of Number One Hits di Fred Bronson, era per Archie un modo per difendere il suo luogo natale dai tantissimi pregiudizi nati dopo l'assassinio di Kennedy a Dallas (uno di questi affermava che "nulla di buono è mai venuto fuori del Texas") e di far comprendere quindi agli ascoltatori che il Texas è in realtà un bel posto.
Un altro punto del testo molto tono è quello immediatamente successivo, in cui Bell afferma: We don't only sing but we dance/Just as good as we walk (Noi non solo cantiamo ma balliamo anche/Proprio come sappiamo camminare)
Questo pezzo è stato oggetto di svariate incomprensioni. Capitava spesso infatti di capire Dance just as good as we walk (Balliamo proprio come camminiamo). Michael Corcoran chiese al cantante di chiarire per bene il verso ed egli rispose <<Balliamo bene quanto vogliamo noi. Diavolo, balliamo meglio di come camminiamo>>.

## Successo
La canzone divenne un tale successo a Houston che nel mese di aprile del 1968 venne ripresa dalla Atlantic Records con l'intenzione di distribuirla su larga scala. In questo modo la fama crebbe ulteriormente: entro l'estate raggiunse il primo posto delle classifiche R&B e pop della Billboard e dal maggio 1968 vendette circa un milione di copie, guadagnandosi il disco d'oro.
Questa inaspettata notorietà portò la band a registrare un intero album, che, per ovvi scopi pubblicitari, venne intitolato proprio Tighten Up. Esso, oltre ad una versione estesa del singolo, conteneva altre canzoni, non cantate però da Bell, poiché, come già accennato, impegnato a combattere in Vietnam.

## Classifiche
| Classifica (1968)                 | Posizione |
| --------------------------------- | --------- |
| U.S. Billboard Hot 100            | 1         |
| U.S. Billboard Hot Rhythm & Blues | 1         |

## Cover

### Registrate
- Il gruppo giapponese di musica elettronica Yellow Magic Orchestra pubblicò una cover di Tighten Up nell'EP X∞Multiplies con il sottotitolo Japanese Gentlemen Stand Up Please! (Signori Giapponesi, per favore in piedi!)
- I R.E.M. registrarono una cover della canzone durante le sessioni del 1984 per l'album Reckoning che venne poi pubblicata nel box-set The IRS Years del 1992.
- Taylor Hicks pubblicò una sua versione del pezzo in In Your Time.
- Il gruppo australiano The Bamboos registrò una cover del brano per l'album del 2006 Step It Up.
- Yo La Tengo pubblicarono una versione loro di Tighten Up in Yo La Tengo Is Murdering the Classics(2006).
- Beau Jocque registrò una cover della canzone con influenze smooth cajun/zydeco.
- Booker T and the MGs hanno fatto del pezzo una propria versione.
- James Brown pubblicò una versione dal vivo del brano in Soul Pride: The Instrumentals 1960-69. Questa cover contiene un break di batteria che fu campionato dai Major Lazer per la traccia Jah No Partial[6]

### Dal vivo
- La melodia di Tighten Up fu eseguita molte volte nei concerti dai Grateful Dead sotto il nome The Tighten Up Jam. Appare soprattutto a frammenti in lunghe jam di Dark Star e di Dancing in the Street fatte nel periodo 1969-1970 (se si esclude l'esecuzione del 31 ottobre del 1971).
- I Jamiroquai suonarono la canzone durante il tour di Emergency on Planet Earth.

### Campionamenti
- Un sample di "Tighten Up" fu usato nella canzone di Janet Jackson "Free Xone" nell'album The Velvet Rope.
- The song was sampled by Digable Planets for the track "Where I'm From" from Reachin' (A New Refutation of Time and Space).

### Parodie
- Il gruppo rock di Filadelfia Nazz fecero una sorta di parodia di Tighten Up chiamata Loosen Up inclusa nell'album Nazz III.
- L'indie-pop band Billy Ball and the Upsetters registrò Tighten Up Tighter con Roosevelt Matthews che imita la voce di Bell. Il singolo originale è stato commercializzato dalla King Records e nel 2001 ristampato sull'antologia  The Funky 16 Corners.[7]

## Nella cultura di massa
- "The Pirate and The Penpal" di Lifter Puller contiene la frase "He told her all about the 'Tighten Up'/ The way they used to dance down in Houston, Texas." (Lui gli disse tutto del Tighten Up/ Il modo di danzare giù a Houston, Texas)
- Nei Simpson, più specificatamente nell'episodio "Bart Gets Famous" Homer racconta di quanto era stato in una band e in seguito ad un flashback, lo si vede da adolescente suonare Tighten Up per strada con una chitarra, grancassa, piatti gambe, e un'armonica. Egli introduce la canzone, "Ciao a tutti, io sono Archie Bell e io sono anche le Drells!"
- Nel film di Spike Lee del 2001 "A Huey P. Newton Story", il personaggio del titolo, interpretato da Roger Guenveur Smith, fa riferimento alla canzone e la canta in una scena.
- Nel lungometraggio del 2011 "Libera uscita", una cover band conosciuta come la Stella Bass Band esegue il pezzo nel club dove compare Jason.